# フレックスコース
フレックスコースとは大学などの教育機関に設置されている課程の名称。

## 大学

### 概要
多くの大学では夜間教育を行っていた二部を廃止することによりフレックスコースが誕生している。関西大学などのように二部の後身の夜間主コースとして昼間主とは別に設置されたところもあれば、中央大学などのように二部と一部が統合されてフレックスコースに一本化されたところまで大学によって様々である。
従来までは基本的に一部の学生は昼間、二部の学生は夜間の授業を受けるということが定められていたが、フレックスコースへの移行により全ての学生が昼間、夜間の授業を履修できるようになるなど授業選択の幅が広がっている。

### 形態等
- フレックスコースを開設している大学学部は、1時限目から7時限目まで設定されるが、どの時限の授業を取っても自由で、例えば、昼間主コースでは制約のある、夕刊配達のアルバイトで昼間14時～17時にかかる時間を中抜けして、午前中と夜間の授業を受講することも可能なカリキュラムをとっている大学もある。
- 日本福祉大学のフレックスコースは、大勢の大学とは違い、夜間時間帯と土曜日の授業では卒業単位を満たすことはできないカリキュラムとなっている。

## 高等学校
現状
- 仙台育英学園高等学校にはフレックスコースという名称の単位制のコースが置かれている。
- 鹿児島県立開陽高等学校定時制は、13時から夜間まで大学のように1コマ90分の授業を開講する単位制だが、昼間・夜間の二部制を採っておらず、フレックスコースに近い履修が可能である。

過去
- 岡山後楽園高等学校は、2011年入学生まで単位制・定時制の総合学科で、昼夜開講されている授業を選択受講するため、フレックスコースに近いカリキュラムだった。